# Kaapse giraffe
De Kaapse giraffe (Giraffa giraffa giraffa synoniem: Giraffa camelopardalis giraffa) is een giraffenondersoort die voorkomt in Zuid-Afrika, Namibië, Mozambique, Zimbabwe en Botswana.
Deze soort wordt vaak nog beschouwd als een ondersoort G. camelopardalis giraffa, ook door de IUCN. Volgens een studie uit 2016 waren er toen nog 21.387. Het aantal van deze (onder-)soort nam tussen 1979 en 2016 toe met een factor 1,67. De soort Giraffa camelopardalis (alle in Afrika voorkomende giraffen) neemt in aantal af en staat als kwetsbaar op de Rode Lijst van de IUCN. Van de Kaapse giraffe komen er ongeveer 45 dieren voor in gevangenschap.